# GO運輸
GO運輸公司（英語：GO Transit）是加拿大安大略省一家區域性公共交通機構，主要服務南安省的大多倫多暨咸美頓地區，部分業務亦伸延至大金馬蹄地區的其它城鎮。“GO”即为“Government of Ontario”（安大略省政府）之缩写。GO為南安省的居民提供通勤鐵路和巴士服務，2012年的年度載客量達6500萬人次，並與多倫多公車局（TTC）和其他市立公共交通機構於多處銜接。
GO運輸於1967年5月23日投入服務，是全加拿大首個同類型公共交通機構，當時直屬安大略省運輸廳。現時GO則是安大略省公營機構都市連通旗下的營運部門。

## 服務範圍

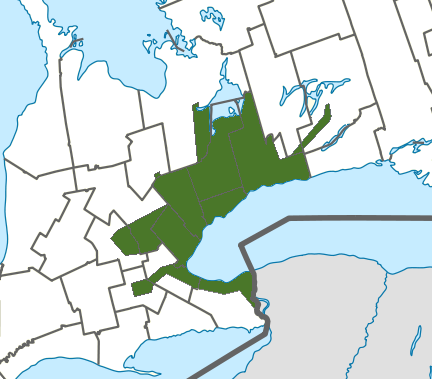
GO運輸公司的服務範圍

GO運輸公司的主要服務範圍包括多倫多市、咸美頓市、以及鄰近的荷頓區、皮爾區、約克區和杜林區；以上各市和自治區均於GO的行政架構内駐有代表。GO的部份服務亦伸延至尼亞加拉區、滑鐵盧區、彼得堡縣、錫姆科縣、德芙靈縣和威靈頓縣。
此服務範圍遍及多倫多市中心方圓100公里的地區，西起咸美頓和滑鐵盧，北至奧蘭治維爾、巴里和比佛頓，東至紐卡素和彼得堡，南至尼亞加拉瀑布城，覆蓋的面積達8000平方公里，區内人口達七百萬。

## 通勤鐵路
GO一共營運共有七條线路得通勤鐵路网络GO Train，当地华人俗称GO Train小火车，連接多倫多市中心聯合車站以及市郊地區。各條路綫主要以市郊終點站命名，而各綫亦被編了固有的路綫圖顏色以玆識別，卻鮮有被普羅大衆應用。各綫過去亦曾編有固定拉丁字母，但於2011年取消。
| 路線         | 市郊終點      | 附注                                     | 舊有對應 拉丁字母 |
| ------------ | ------------- | ---------------------------------------- | ----------------- |
| 湖岸西綫     | 咸美頓        | 有接駁巴士和季節性列車前往尼亞加拉瀑布城 | A                 |
| 湖岸東綫     | 奧沙華        | 有接駁巴士前往紐卡素和彼得堡             | B                 |
| 苗頓綫       | 苗頓          |                                          | C                 |
| 基秦拿線     | 倫敦 (加拿大) | 可乘坐ION輕鐵前往滑铁卢                  | D                 |
| 巴里綫       | 阿倫代爾湖濱  |                                          | E                 |
| 列治文山綫   | 列治文山      |                                          | F                 |
| 史托夫維爾綫 | 林肯維爾      | 有接駁巴士前往額士橋                     | G                 |

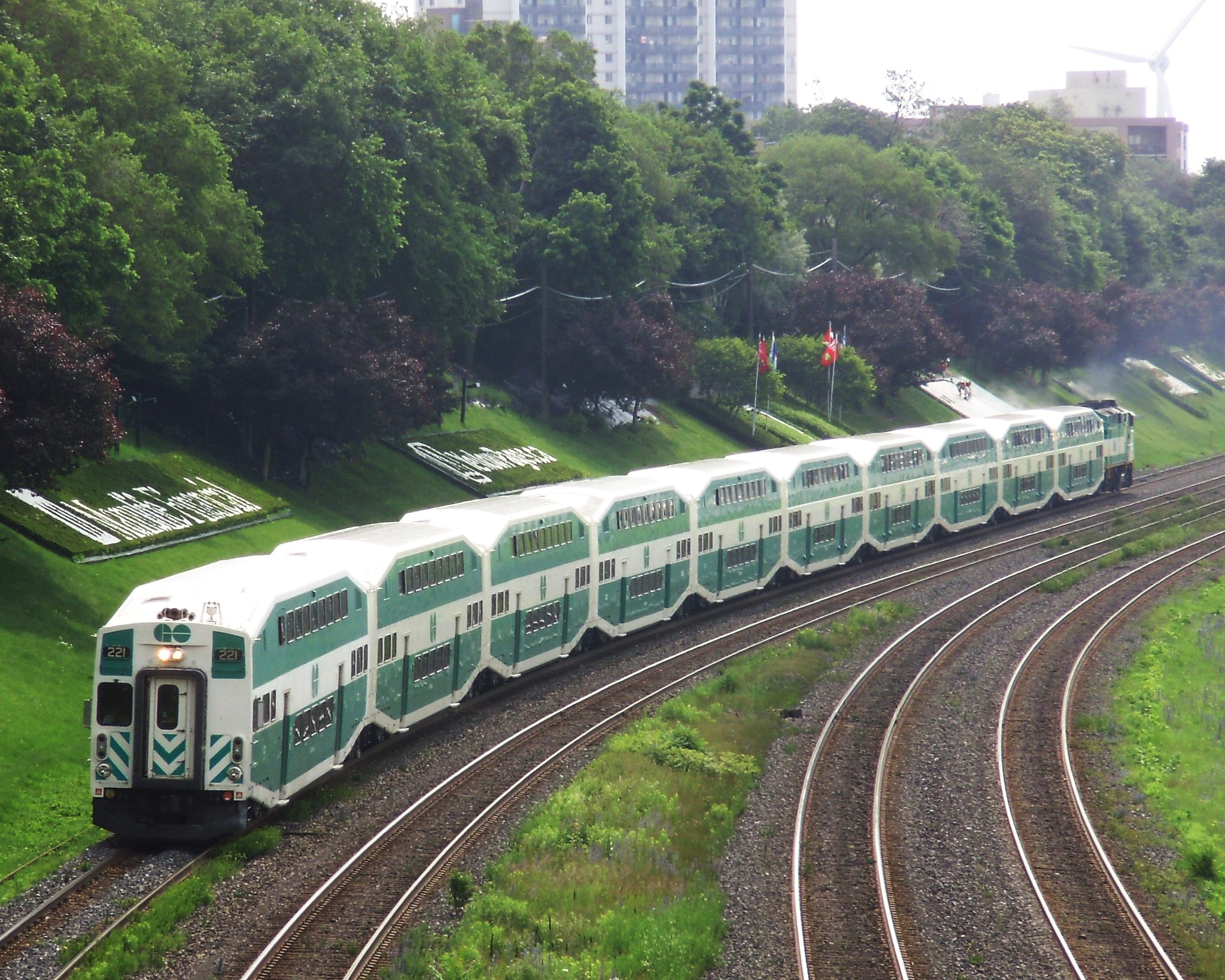
一列湖濱西綫西行列車

當中，湖濱西綫和湖濱東綫常以連綫方式營運：湖濱西綫大部份非繁忙時段及部份繁忙時段的東行列車抵達聯合車站後，會繼續向東前往奧沙華，反之亦然。而七條通勤鐵路綫當中亦只有湖濱西綫全线、湖濱東綫全线、巴里线全线及基秦拿线部分路段於非繁忙時段提供服务；其余线路只於早上繁忙時段前往多倫多市中心，以及於晚上繁忙時段前往市郊。
GO通勤列車外部的主色是綠色和白色，而呈拉長八角形狀的雙層客車箱則是由龐巴迪公司於1970年代為GO特別設計。時至今日，這些龐巴迪雙層客車箱已廣受北美其他地區的通勤鐵路營運商所使用。列車主要採推拉方式運作。
GO通勤鐵路投入服務初期的全部路段皆是從加拿大國家鐵路（CNR）或加拿大太平洋鐵路（CPR）所租用。GO於1988年首次設置其專有軌道，並將湖濱東綫的部分路段調往該軌道運行。GO從2000年起亦陸續從上述兩家鐵路公司購入軌道，當中包括聯合車站鐵路走廊、巴里綫全綫、喬治鎮綫（即現基秦拿綫）和史托夫維爾綫的大部分路段、以及湖濱西綫和苗頓綫的小部分路段。
此外，GO的列車司機和查票員等職位過往也是外判予該兩家鐵路公司。因此，每當該兩家公司遇上工潮時，GO的列車服務也會受影響。然而，GO卻於2007年與龐巴迪簽下五年合約，由該公司提供160名列車司機、查票員和顧客服務大使在除了苗頓綫以外的六條鐵路綫執勤，並取代了過往由CNR提供的員工。苗頓綫的運作則繼續外判予CPR。

## 通勤巴士

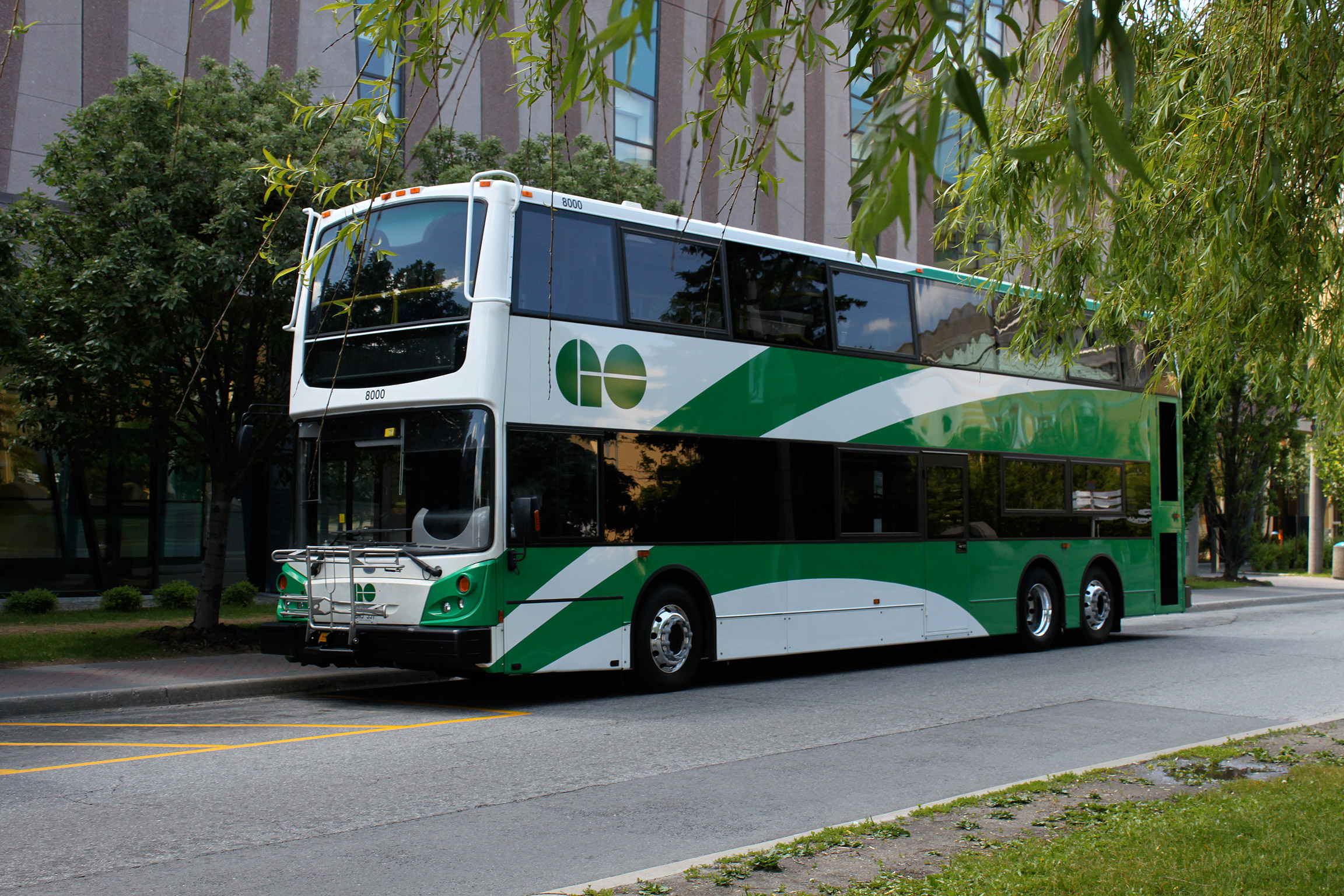
GO運輸的雙層巴士

GO的巴士車隊主要由MCI製造的單層57座位巴士組成。從2008年4月起，GO亦開始派遣22輛亞歷山大丹尼士Enviro 500雙層巴士來行駛旗下的407公路和403公路巴士綫。當GO添置更多部雙層巴士後，當中部分亦將被派遣來行駛約克區路綫，目前大部分GO运输的巴士线路均有双层巴士走行。
每條GO通勤鐵路綫有一條相應的巴士綫；每當鐵路綫休車時，其相應巴士綫便會行駛相若的路綫。舉例說，苗頓綫西行往苗頓的列車只於下午繁忙時間行駛，而其他時段西行往苗頓的客運服務則由巴士代替。其他巴士綫則可視作鐵路綫的延伸，而鐵路綫休車時則直接來往多倫多市中心；如西行往貴湖的巴士綫在下午繁忙時間從喬治鎮火車站起行，而其他時段則直接從多市中心出發。GO的多倫多市中心巴士總站設於聯合車站旁邊。
GO的其他巴士綫則完全獨立運作，而不與鐵路服務銜接或重疊。這些路綫的長度和性質各有不同，長則依靠高速公路連接主要城市（如連接多倫多和咸美頓的巴士綫便途經伊利沙伯皇后道），短則依靠地區幹道連接相鄰的市鎮。GO亦營運兩條來往多倫多皮爾遜國際機場的巴士綫：一條是途經機場來往賓頓和TTC的約克戴爾和約妙斯地鐵站，另一條則來往機場和列治文山。

## 車站及接駁服務

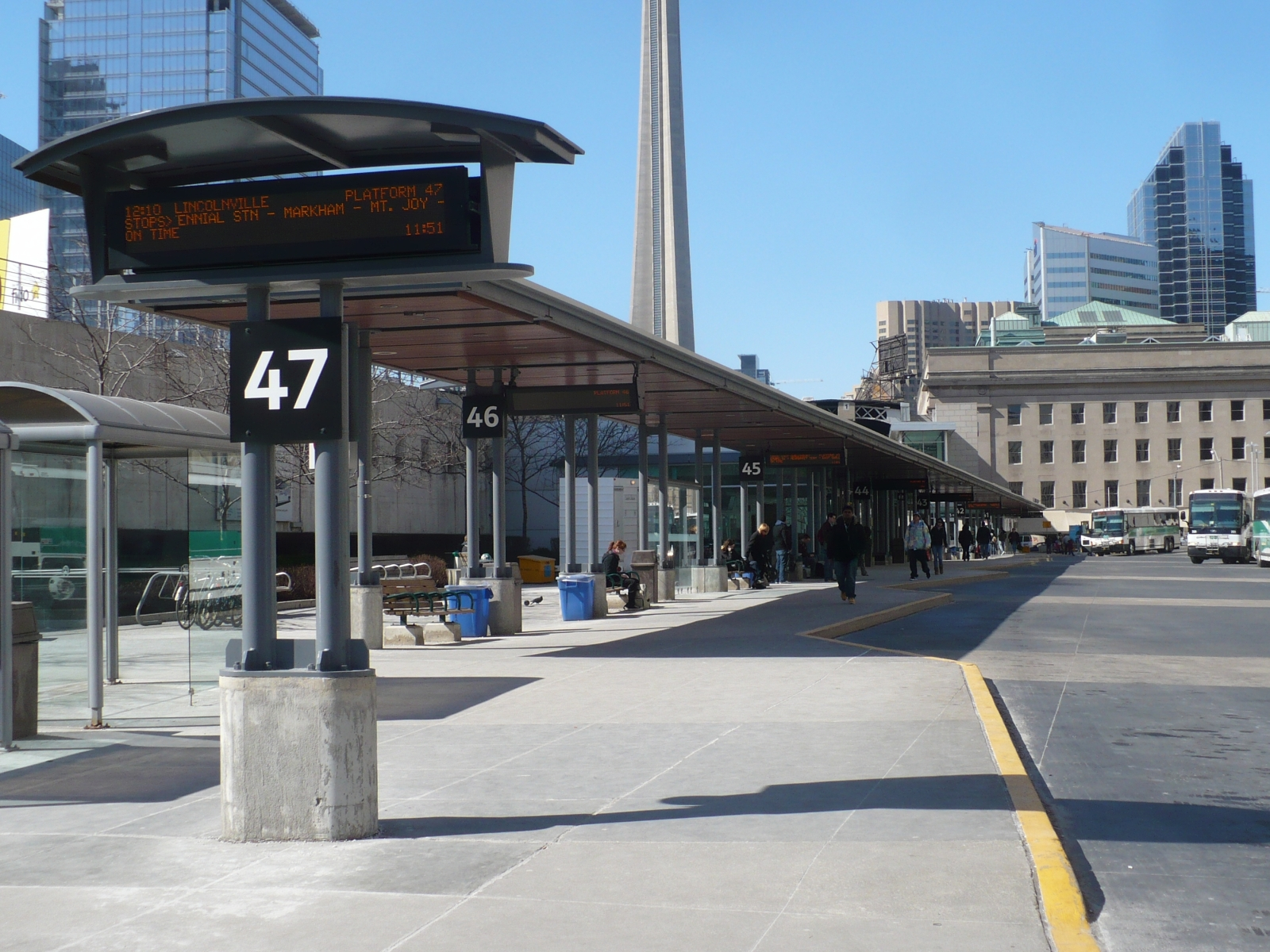
聯合車站的GO巴士總站

GO的巴士服務停靠17個巴士總站。部分總站的業權屬GO，由GO巴士專用或與其他市立公共交通機構共用。其他總站則屬市立公共交通機構，但允許GO巴士停靠；另外亦有市際巴士總站供GO和其他長途巴士公司（如灰狗巴士）停靠。
GO鐵路於多處與多倫多公車局（TTC）旗下的巴士、電車和地鐵服務接駁。GO鐵路於聯合車站的大堂與TTC的联合车站地铁站相連，方便乘客換乘央街－大學－士巴丹拿線。GO鐵路亦於另外四個車站與布魯亞－丹佛線接駁，而GO巴士的其中一個總站亦與士嘉堡輕鐵接駁。多倫多市以内的所有GO鐵路車站皆與TTC的巴士綫和電車綫接駁。GO亦於多倫多市以外與另外14間市立公共交通機構的巴士服務接駁。

## 歷史

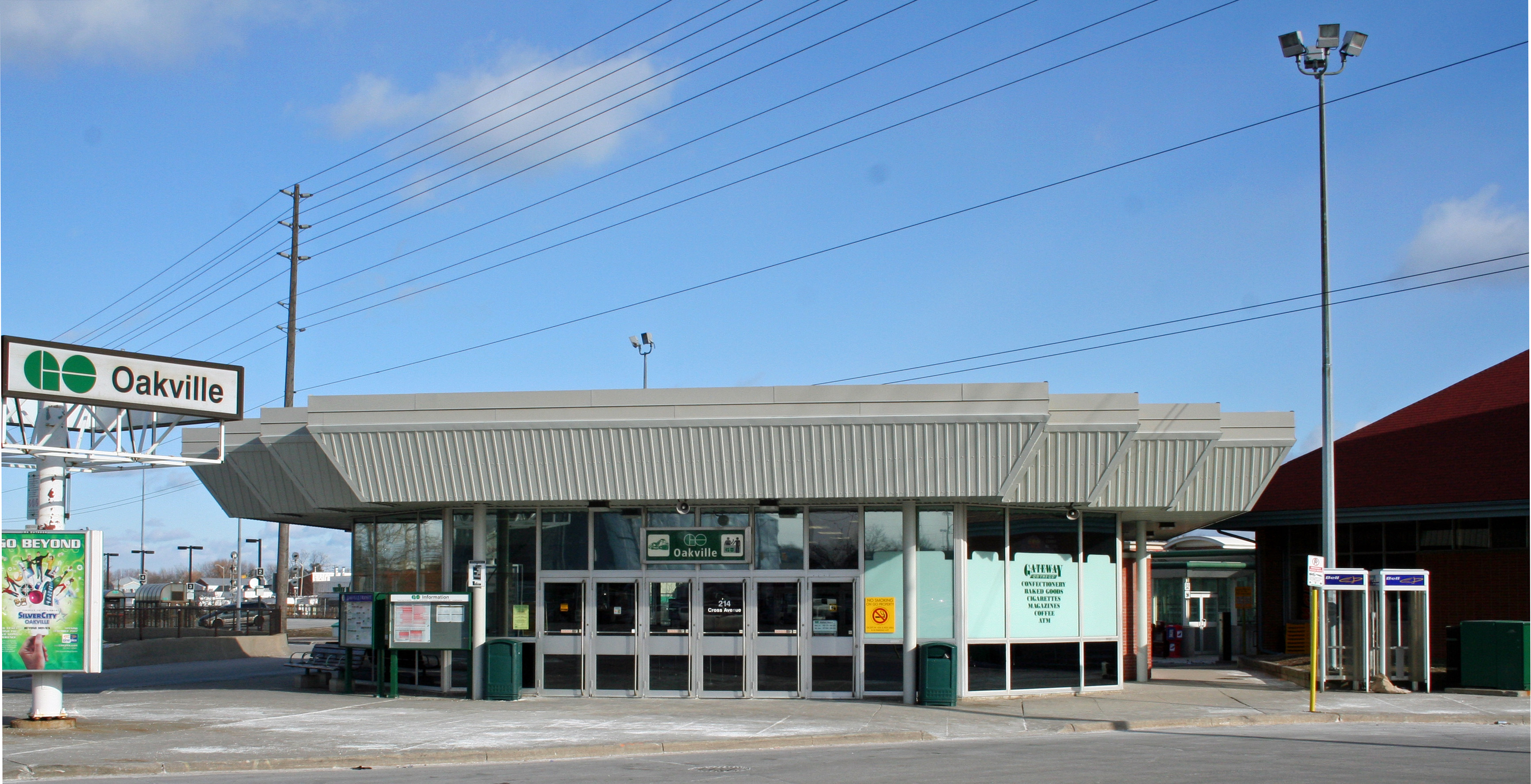
GO鐵路湖濱綫最初的西端終點站為奧克維爾火車站

隨著人口上升和工業發展，大多倫多與咸美頓地區各城鎮於1950年代急速增長，對通勤鐵路服務的需求亦有增無減。然而，當時區内的通勤鐵路營運商加拿大國家鐵路公司（CN）卻缺乏擴充服務所需的資源。到了1962年，新成立的「大多倫多市及周邊地區運輸研究組」開始就通勤鐵路服務擴充計劃進行實質研究。首份報告於1963年10月完成，探討了在多倫多市中心聯外鐵路綫上增設通勤鐵路服務的可行性。第二份報告於1965年1月完成，界定CN湖濱鐵路綫的客運通勤服務。安大略省政府和CN再於1965年2月宣佈落實在湖濱綫上試行通勤鐵路服務。
湖濱綫通勤鐵路於1967年5月23日啓用，並名為「安大略省運輸公司」（Government of Ontario Transit，後來縮短成），實驗期為三年，利用單層柴油動車組以推拉方式運作，連接皮克靈和奧克維爾，並設繁忙時段列車西行至咸美頓。乘客總數於四個月内已突破100萬人次，此後平均每天乘客數目也達1萬5千人次。此綫後來分為湖濱西綫和湖濱東綫，但仍是GO的首要客運走廊。
GO後於1970和80年代陸續擴展通勤鐵路服務：喬治鎮綫於1974年啓用，之後還有列治文山綫（1978年）、苗頓綫（1981年）、布拉德福綫和史托夫維爾綫，遂形成現時七綫營運的局面。GO於1979年引入雙層客車以提升載客量，而現有的聯合車站GO大堂亦於同年落成。GO亦於1970年開辦從湖濱綫終點站對外伸延的巴士綫；其巴士網絡於往後年間逐漸成形。
安省政府於1982年末宣佈斥資26億加元興建名為「GO ALRT」的區域性輕鐵系統；計劃最終沒有實現，但當中部分建議仍透過其他方式進行，包括增建車站和伸延湖濱綫至韋比和寶靈頓。此外，GO亦於1990年擴充布拉德福綫、喬治鎮綫和湖濱東綫的繁忙時段服務，以及苗頓綫的離峰服務。
然而，隨著安大略省的經濟於1990年代初陷入衰退，時任省長李博宣佈一系列削支行動，令早前獲擴充的各項GO服務大致打回原型，待2000年代才逐步恢復削支前的服務水平。布拉德福綫於2007年伸延至巴里南站並改稱「巴里綫」，史托夫維爾綫於2008年伸延至林肯維爾，而喬治鎮綫則於2011年伸延至貴湖和基秦拿並改稱「基秦拿綫」。

## 使用狀況

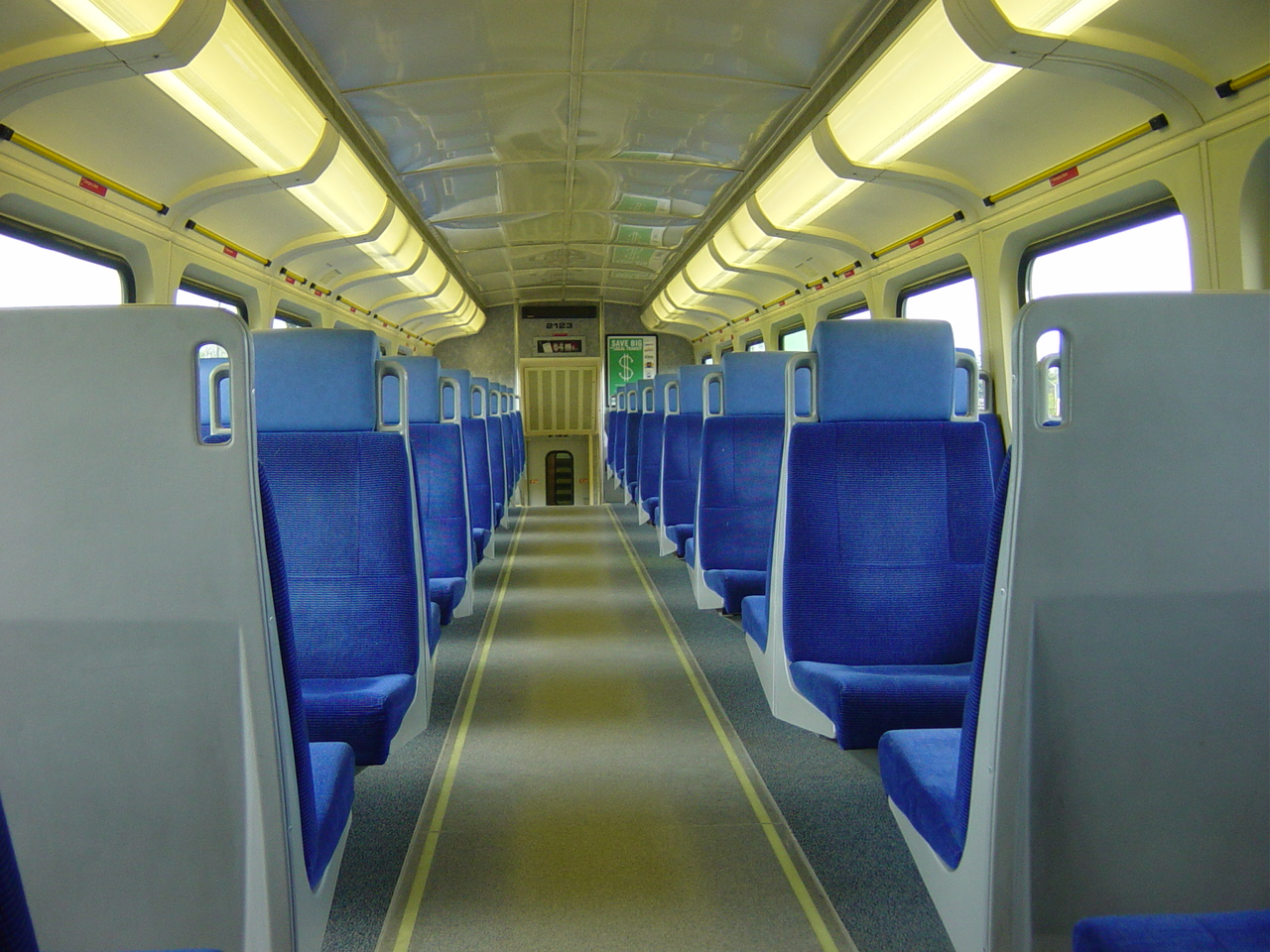
GO火車雙層客車箱上層内部

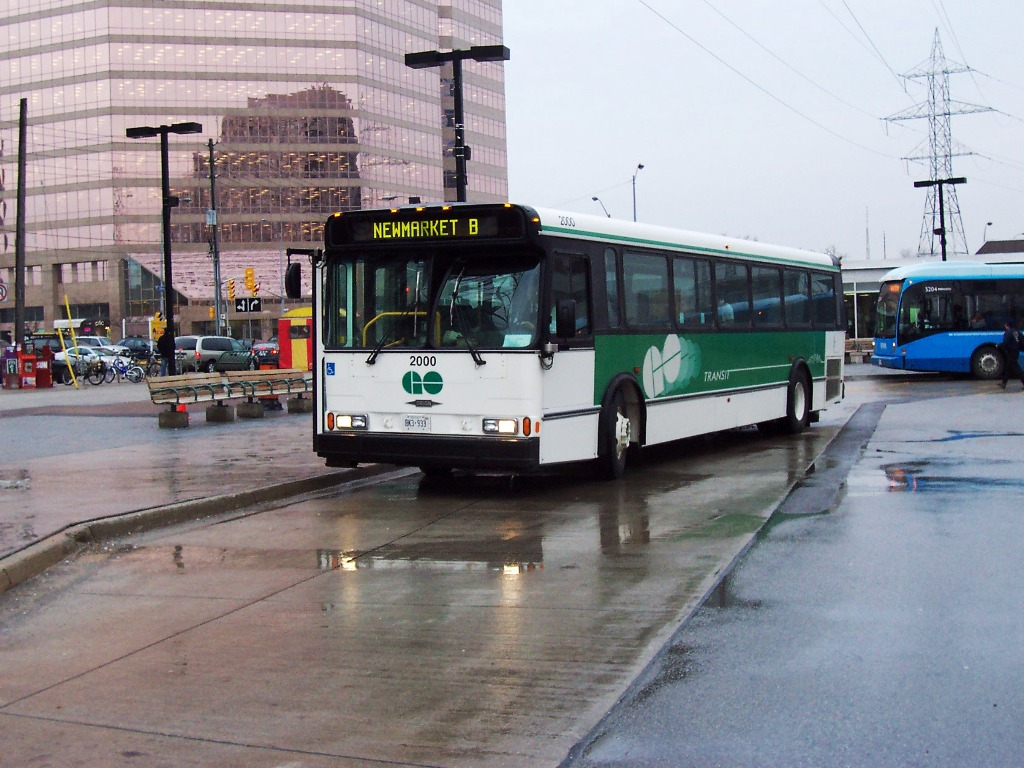
一輛GO巴士停靠在芬治巴士總站

GO在每個工作日營運246班鐵路服務和2452班巴士服務，兩者合計的平均工作日乘客數目於2013年4月達25萬1千人次，當中18萬7千人次來自鐵路服務，6萬4千人次則來自巴士服務，而2012年度全年乘客數目則達6500萬人次。GO歷來服務過的乘客總數於2006年10月11日突破10億人次。
GO鐵路的乘客中有96%是往返多倫多市中心的聯合車站，而巴士乘客中則有70%是來回多倫多市。80%鐵路乘客和60%巴士乘客可使用私家車通勤，但仍選擇使用GO的服務。
| 2010年乘客旅程總數                    | 2010年乘客旅程總數 | 2010年乘客旅程總數 |
| ------------------------------------- | ------------------ | ------------------ |
| 鐵路系統                              |                    |                    |
| 鐵路綫                                | 乘客               | %                  |
| 湖濱西綫                              | 14,849,600         | 26.01%             |
| 湖濱東綫                              | 11,818,800         | 20.70%             |
| 苗頓綫                                | 7,348,200          | 12.87%             |
| 喬治鎮綫†                             | 4,634,200          | 8.12%              |
| 巴里綫                                | 3,462,500          | 6.06%              |
| 列治文山綫                            | 2,330,700          | 4.08%              |
| 史托夫維爾綫                          | 3,597,900          | 6.30%              |
| 小計                                  | 48,041,900         | 84.14%             |
| 巴士服務                              |                    |                    |
| 所有路綫                              | 9,056,100          | 15.86%             |
| 總計                                  | 總計               | 57,098,000         |
| †喬治鎮綫於2011年12月19日改稱基秦拿綫 |                    |                    |

### 引用文獻
- Garcia, Daniel; Bow, James; Marshall, Sean; and Drost, Peter. . 10 November 2006  [15 June 2011]. （原始内容存档于2011-08-08）.
  - Part of collection: Lakeshore, Georgetown, Richmond Hill, Milton, Bradford, Stouffville corridors, and GO ALRT
- Sergeant, Wilfred. . Starkville, MS: HTA PRESS. 2004  [2006-05-02]. （原始内容存档于2006-05-13）.

## 外部連結
- GO Transit （页面存档备份，存于）